# Ludmila Smanova
Ludmila Smanova, nota anche come Ludmilla Smanov o Ludmilla Pitoëff (in russo Людмила Сманова?; Tbilisi, 25 dicembre 1896 – Rueil-Malmaison, 15 settembre 1951), è stata un'attrice russa naturalizzata francese.

## Biografia
Fu moglie e principale collaboratrice dell'attore e regista Georges Pitoëff, nonché madre di Sacha Pitoëff.
Quasi evanescente nel gracile corpo da adolescente, col volto irregolare illuminato da grandi occhi, portò nelle sue interpretazioni un così intenso accento spirituale da indurre spesso i critici al richiamo con  Eleonora Duse. Prese parte ai film Perdizione (1937) e Il capitano Mollenard (1938).

## Filmografia
- Perdizione (La Danseuse rouge), regia di Jean-Paul Paulin (1937)
- Il sacrificio del sangue (Le Puritain), regia di Jeff Musso (1938)
- Il capitano Mollenard (Mollenard), regia di Robert Siodmak (1938)
- Tourbillon de Paris, regia di Henri Diamant-Berger (1939)
- Quartier sans soleil, regia di Dimitri Kirsanoff (1939)
- Le comédien, regia di Sacha Guitry (1948)
- Acque torbide (Les Eaux troubles), regia di Henri Calef (1949)

## Teatro
- Le voyageur sans bagages, di Jean Anouilh, messo in scena nel 1937